# Leo Borochowicz
Leo Borochowicz (* um 1900 in Russisch-Polen; † 4. Februar 1953 in Frankfurt am Main) war ein deutsch-polnischer Politiker und Publizist.
Borochowicz kam 1918 oder 1919 als Student nach Berlin, wo er in den folgenden Jahren für die beiden wichtigsten Publikationsorgane der KPD, die Rote Fahne  und die Internationale, arbeitete. Seine Artikel zeichnete er in der Regel mit Leo oder Peregrinus. Von Anfang an hatte er enge persönliche und politische Beziehungen zu August Thalheimer, der ihn als seinen „Schüler“ betrachtete. Nach 1924 trug Borochowicz wesentlich zur theoretischen Selbstverständigung der Strömung um Thalheimer und Brandler bei und war seit Januar 1929 Mitglied der KPD-O, deren Reichsleitung er angehörte. Außerdem war er häufiger Autor der Parteizeitschrift Gegen den Strom und führendes Mitglied im Büro der IVKO. 1933 emigrierte er über Straßburg nach Paris und prägte bis 1938 zusammen mit Thalheimer die politische Linie des Auslandskomitees der KPD-O. 1938/39 kam es zum völligen Zerwürfnis zwischen ihm und Thalheimer; Borochowicz wurde aus dem Auslandskomitee ausgeschlossen, trat aus der KPD-O aus und ging noch vor Kriegsausbruch in die USA, wo er sich eng an Jay Lovestone anschloss, der ihn in der vorangegangenen Auseinandersetzung unterstützt und ihm auch das nötige Einreisevisum beschafft hatte. Nach 1945 band Lovestone ihn (wie auch den ebenfalls aus der KPD-O gekommenen Kuno Brandel) in die Arbeit des Free Trade Union Committee – eine der bedeutendsten und komplexesten false flag-Operationen des amerikanischen Außenministeriums bzw. der CIA in den Nachkriegsjahrzehnten – ein. Borochowicz war bis zu seinem Tod leitender Redakteur der deutschen und der französischen Ausgabe des FTUC-Blattes International Free Trade Union News. Seine Ehefrau Elly arbeitete ebenfalls für das FTUC bzw. das Department of International Affairs der AFL-CIO.